# 种義仁
种義仁（直译：「伊森·大衛·种」，2001年6月21日—）為臺灣男子籃球運動員，場上位置為得分后卫，現效力於P. LEAGUE+台鋼獵鷹。
种義仁的父親為臺灣人，出生於臺灣，幼時移民美國，种義仁出身美國加利福尼亚州圣拉蒙，在多爾蒂峽谷高中繳出場均10分、5籃板、3助攻的表現，而在太平洋大學則是場均攻下8.5分、3.6籃板、2助攻，2023年自大學畢業後在收到臺灣經紀人的聯繫下於8月前往臺灣進行六個月的試訓與訓練，回到美國兩個月以後，在2024年4月與亞洲巡迴賽（The Asian Tournament）臺灣野馬簽約，於5月24日對上Naic Aces的比賽中，以三分球19投11中攻下40分，另外送出5次助攻。8月14日，P. LEAGUE+台鋼獵鷹宣布种義仁加盟球隊。

## 外部連結
- 种義仁在fiba.basketball（英语）
- 种義仁在P. LEAGUE+官網
- 种義仁在Eurobasket.com（球員）（英语）
- 种義仁在RealGM（英语）
- 种義仁在Flashscore（英语）